# Ощепков, Андрей Иванович
Андрей Иванович Ощепков (27.12.1922, село Барсуково, Тальменская волость, Барнаульский уезд, Алтайская губерния, РСФСР, СССР (ныне Тальменского района, Алтайского края, Россия) — 8.9.1943, село Дементиевка, Дергачёвский район, Харьковская область, Украинская ССР, СССР) — участник Великой Отечественной войны, командир стрелкового отделения 2-го стрелкового батальона 10-й гвардейской механизированной бригады (5-я гвардейская танковая армия, Степной фронт), гвардии старший сержант. Закрыл своим телом амбразуру пулемёта.

## Биография
Родился в 1922 году в селе Барсуково на севере нынешнего Алтайского края. В 1930 году вместе с семьёй переехал в посёлок Петровка, расположенный близ Касмалинского бора в Павловском районе Алтайского края. В 1932 году начал учиться в школе, окончил шесть классов, после чего выучился на тракториста и работал на Павловской МТС
В 1941 году Павловским РВК призван в РККА, после окончания школы младших командиров попал на фронт, с 18 декабря 1942 года воевал южнее Сталинграда, отражая контрудар войск противника по деблокаде окружённой под Сталинградом группировки, и затем в последующем наступлении. Был награждён медалью «За оборону Сталинграда».
24 августа 1943 года, командуя отделением, проник в расположение противника впереди наступающего батальона в районе села Буды, юго-западнее Харькова. Возглавляемые им воины заняли господствующую высоту, уничтожив при этом 51 солдата и офицера противника и 5 пулемётных точек. Во время боя гвардии старший сержант Ощепков был тяжело ранен. В это время впереди открыл огонь пулемёт из ДОТа, и тяжело раненый Ощепков, под миномётным обстрелом пополз к пулемёту, и закрыл телом амбразуру ДОТа, тем самым дав возможность развить наступление батальону.
По официальной точке зрения погиб во время подвига, и был похоронен в Коротиче, где установлен обелиск. Однако, в соответствии с донесением о безвозвратных потерях, умер от ран только 8 сентября 1943 года в хирургическом полевом подвижном госпитале № 4353, который дислоцировался в то время севернее Харькова, в селе Дементиевка; там и был похоронен. Возле братской могилы посёлка Буды установлен знак, согласно которому Андрей Ощепков погиб и похоронен там.
Указом Президиума Верховного Совета СССР от 10 марта 1944 года за образцовое выполнение боевых заданий командования на фронте борьбы с немецко-фашистскими захватчиками и проявленные при этом мужество и героизм, гвардии старшему сержанту Ощепкову Андрею Ивановичу присвоено звание Героя Советского Союза (посмертно).
Имя героя носят улицы в Барнауле, селе Павловске Алтайского края, городе Харькове и посёлке городского типа Коротыч.
Имя Андрея Ощепкова увековечено на Мемориале Славы в Барнауле.